# Абалин, Сергей Михайлович
Сергей Михайлович Абалин (18 октября 1901[…], Бронницкий уезд, Московская губерния — 9 августа 1956, Москва) — советский историк, партийный деятель. Участник Великой Отечественной войны, подполковник.

## Биография
Родился в деревне Гостилово Бронницкого уезда Московской губернии в русской семье весовщика на железной дороге. Окончил городское начальное училище в Варшаве. С сентября 1911 г. работал в хозяйстве отца в Гостилове. С сентября 1915 г. мальчик бельевого магазина братьев А. и Я. Апьшвангов в Москве. С декабря 1916 г. крестьянин в хозяйстве отца.
С марта 1920 г. служил в РККА: красноармеец 73-го запасного пехотного полка в Костроме, с января 1921 г. переписчик отдельной сводной гаубичной батареи в Вышнем Волочке, с мая 1922 г. старший переписчик 14-й отдельной гаубичной батареи.
В декабре 1924 г. вступил в РКП(б).
С мая 1924 г. секретарь отдела Хамовнического районного совета Москвы, с января 1925 г. информатор и секретарь отдела агитации и пропаганды Хамовнического районного комитета ВКП(б), с декабря 1927 г. ответственный секретарь Центрального архивного управления СССР в Москве. С сентября 1931 г. директор Историко-архивного института им. М.И. Покровского при ЦИК СССР. Одновременно закончил два курса Московского государственного университета. С сентября 1934 г. по февраль 1938 г. слушатель Института Красной Профессуры. С февраля 1938 г. инструктор отдела руководящих партийных органов при ЦК ВКП(б). С марта 1939 г. старший научный сотрудник ИМЭЛ при ЦК ВКП(б).
Великая Отечественная война.
Участник Великой Отечественной войны: с началом войны добровольно записался в ополчение, с июне 1941 г. в звании старшего политрука был назначен на должность заместителя начальника политотдела 21-й Московской стрелковой дивизии народного ополчения Киевского района. С 15 сентября 1941 г. в звании батальонного комиссара был начальником политотдела этой же дивизии, которая с 25 сентября 1941 г. была переименована в 173-ю стрелковую дивизию. С 26 сентября 1941 г. военком штаба дивизии. С 29 сентября 1942 г. в звании старший батальонный комиссар вновь начальник политотдела в 173-й стрелковой дивизии. В октябре 1942 г. в Вооружённых сила СССР было введено полное единоначалие и отмена института военных комиссаров, в связи с чем переаттестован в конце 1942 года в подполковника. С ноября 1942 г. начальник отдела агитации и пропаганды политуправления Юго-Западного фронта. С июля 1943 г. заместитель начальника политотдела 11-й армии на Брянском фронте. Участник битвы под Москвой и Сталинградского сражения. Демобилизован 6 декабря 1945 года. Два его брата, Алексей 1904 года и Александр 1910 года рождения, принимали участие в войне, Александр, заместитель командира взвода, погиб 27 февраля 42-го у деревни Людково Масальского района Калужской области. Алексей уцелел, награжден орденом Красной звезды.
С января 1944 г. работал заведующим отделом журнала «Партийное строительство». С февраля 1945 г. ответственный организатор ЦК ВКП(б). С октября 1947 г. заместитель главного редактора журнала «Партийная жизнь». С августа 1948 г. редактор отдела пропаганды, член редакционной коллегии газеты «Правда». С 13 июля 1949 г. главный редактор журнала «Большевик», который с ноября 1952 г. назывался «Коммунист». На XIX съезде КПСС избрался членом Центральной ревизионной комиссии КПСС с февраля 1956 г. Одновременно был главным редактором журнала «Партийная жизнь».

Учёный-историк, он, как и я, в июне 1941 г. пошёл добровольцем на фронт, и вместе мы нюхали порох не в одной битве — за Москву, Сталинград и т. д. Внешне — русский атлет, с красивым лицом и вьющимися каштановыми волосами, по натуре своей Сергей Михайлович был мягок, деликатен, нежен, очень впечатлителен и душевно раним. Он был чистейший и преданнейший партии человек. Эти качества привели его через несколько лет к трагической развязке. Показалось, что как редактору «Большевика», ему «не доверяют». Он написал об этом короткое письмо, которое его жена несколько лет спустя мне показала. Затем отправил своих домашних на дачу, принёс в кухню кресло, сел в него и открыл краны газовой плиты.— Д. Шепилов
9 августа 1956 года покончил жизнь самоубийством, отравившись угарным газом. Похоронен на Новодевичьем кладбище.

## Основные работы
Источник — Электронные каталоги РНБ
- Абалин С. М. Восьмой том Сочинений И. В. Сталина : Стенограмма публ. лекции., прочит. в Центр. лектории О-ва в Москве. — М.: Правда, 1949. — 31 с. — 200 000 экз.
- Абалин С. М. Как вести занятия по теме: «Как построена Всесоюзная коммунистическая партия (большевиков)». — [Л.]: Лениздат, 1950. — 12 с. — (В помощь пропагандистам политшкол). — 3000 экз.
  - . — Ташкент: Кзыл Узбекистан : Правда Востока, 1950. — 12 с. — 2000 экз.
- Абалин С. М. Об изменениях в Уставе ВКП(б) : Лекции. — М., 1951. — 40 с. — (Высш. парт. школа при ЦК ВКП(б). Кафедра парт. строительства). — 50 000 экз.
- Абалин С. М. Об изменениях в Уставе ВКП(б) : Стенограмма лекции. — М., 1948. — 28 с. — (Высш. парт. школа при ЦК ВКП(б). Курс парт. строительства). — 35 000 экз.
  - . — М., 1950. — 28 с. — 20 000 экз.
- Абалин С. М. Об Уставе Коммунистической партии Советского Союза : Лекции. — М., 1953. — 56 с. — (Высш. парт. школа при ЦК ВКП(б). Кафедра парт. строительства). — 135 000 экз.
- Абалин С. М. Партия большевиков — руководящая сила Советского государства. — М.: Госполитиздат, 1947. — 16 с. — (Беседы с молодыми коммунистами). — 100 000 экз.
- Абалин С. М. Партия Ленина-Сталина — руководящая и направляющая сила советского общества : Лекция. — М., 1950. — 24 с. — (Высш. парт. школа при ЦК ВКП(б). Кафедра парт. строительства). — 73 000 экз.
- Абалин С. М. Тридцать третий том Собрания сочинений В. И. Ленина // Большевик. 1950. № 24. С. 9—21.
- Абалин С. М., Борисов Б. А. Беседы об уставе ВКП(б). — [Л.]: Лениздат, 1947. — 47 с. — 10 000 экз.
- Абалин С. М., Борисов Б. А. Беседы с молодыми коммунистами об уставе ВКП(б) : (Матер. по 5-му разделу программы политшкол). — Киров: Кировск. правда, 1947. — 56 с. — (перепеч. из // Партийная жизнь. — 1946. — № 2—4). — 25 000 экз.
  - . — М.: Политотдел Глав. упр. милиции Мвд СССР, 1947. — 46 с. — 9000 экз.
  - . — Вологда: Кр. Север, 1947. — 59 с. — 10 000 экз.
  - . — Вологда: Кр. Север, 1948. — 60 с. — (В помощь слушателю политшколы). — 10 000 экз.
  - . — Тамбов. правда, 1948. — 56 с. — (В помощь слушателю политшкол). — 10 000 экз.
- Пономарёв Б. Н., Абалин С. М. ВКП(б) — партия нового типа : Стенограммы лекций, прочит. в Высш. парт. школе при ЦК ВКП(б). — М.: тип. Высш. парт. школе при ЦК ВКП(б), 1947. — 60 с. — (Высш. парт. школа при ЦК ВКП(б). Курс партийного строительства). — 35 000 экз.

## Воинские звания
Старший политрук — июнь 1941;
Батальонный комиссар — сентябрь 1941;
Старший батальонный комиссар — сентябрь 1942;
Подполковник — 1942.

## Награды
- Орден Красной Звезды (15.11.1942) — за огромную работу при создании партийно-комсомольских организаций в частях[6];
- Орден «Знак Почета» (24.11.1945) — за успешную работу по выполнению заданий партии и правительства во время Отечественной войны;
- Медаль «За оборону Сталинграда» (22.12.1942);
- Медаль «За оборону Москвы» (01.05.1944);
- Медаль «За победу над Германией в Великой Отечественной войне 1941–1945 гг.» (09.05.1945);
- Медаль «За доблестный труд в Великой Отечественной войне 1941–1945 гг.» (06.06.1945)[7].